# Morro da Vanzela
O Morro da Vanzela é um dos morros da cidade de Sertãozinho, célebre pela sua estátua do Cristo Redentor de 57 metros de altura.